# 麦克拉斯基 (北达科他州)
麦克拉斯基（英語：McClusky），是美国北达科他州下属的一座城市。根据2010年美国人口普查，该市有人口380人。2011年估计该市有人口376人，相对于2010年，增长率为?1.05%。